# Atenia quadrasi
Atenia quadrasi је пуж из реда Stylommatophora и фамилије Hygromiidae.

## Угроженост
Ова врста је на нижем степену опасности од изумирања, и сматра се скоро угроженим таксоном.

## Распрострањење
Ареал врсте је ограничен на једну државу. 
Шпанија је једино познато природно станиште врсте.